# Кристин, Вирджиния
Вирджи́ния Кри́стин (англ. Virginia Christine; 5 марта 1920, Стантон, Айова — 24 июля 1996, Лос-Анджелес, Калифорния) — американская актриса кино, театра и телевидения.

## Биография
Вирджиния Кристин Рикетс родилась 5 марта 1920 года в городке Стантон (штат Айова, США). Её мать была эмигранткой из Швеции. Вскоре после рождения переехала с матерью и отчимом (некоторое время носила его фамилию — Крафт) в столицу штата — Де-Мойн, где девочка окончила начальную школу. Затем им пришлось перебраться в небольшой городок, также в Айове, где Вирджиния окончила старшую школу. После этого она с семьёй уехала в Лос-Анджелес, где окончила Калифорнийский университет в Лос-Анджелесе.
В 1942 году Вирджиния сыграла на сцене в постановке «Гедда Габлер», где была замечена «охотником за талантами» от киностудии Warner Bros. Она подписала контракт со студией, но сыграла всего в пяти их фильмах, после чего перешла в Universal Pictures, где проработала долгие годы. С 1951 года Вирджиния начала сниматься в телефильмах и сериалах.
Кристин была широко известна как миссис Ольсон — главная героиня более сотни рекламных роликов кофе Folgers, транслируемых по телевидению с середины 1960-х по середину 1980-х годов, в них она играла роль шведки, которая мирила поссорившиеся молодые семейные пары, угощая их «выращенным в горах Folgers». Эта вроде бы незначительная роль принесла ей немалую долю известности: миссис Ольсон в своих выступлениях неоднократно пародировали такие видные комики как Кэрол Бёрнетт, Джонни Карсон, Боб Хоуп, Энн-Маргрет, Джеки Глисон. В 1971 году водонапорная башня Стантона, где родилась актриса, была «переделана» в кофейник в знак признания заслуг Кристин в этой рекламе.
В 1969 году Кристин сыграла свою последнюю роль на широком экране, в 1976 году — в телесериале (в 1979 году озвучила нескольких второстепенных персонажей в нескольких эпизодах мультсериала «Скуби и Скрэппи-Ду»), в 1986 году — в рекламе, после чего удалилась на покой.
Последние годы жизни Кристин была активным членом организации «Планирование семьи»; была членом жюри театральной программы Kennedy Center American College Theater Festival; получила символическое почётное звание «мэр Брентвуда» — района Лос-Анджелеса, где она долгое время прожила с мужем.
Вирджиния Кристин скончалась 24 июля 1996 года в своём доме в Брентвуде от сердечно-сосудистого заболевания. Похоронена на кладбище «Гора Синай».

### Личная жизнь
10 ноября 1940 года Вирджиния вышла замуж за успешного киноактёра немецкого происхождения Фрица Фельда (1900—1993): ему было 40 лет, ей — 20. Пара прожила вместе всю жизнь до смерти Фельда в 1993 году, от брака остались двое сыновей, Дэнни и Стив.

## Избранная фильмография
За 36 лет кино-карьеры (1943—1979) Кристин снялась в 167 фильмах и сериалах (в том числе в одном короткометражном и в одиннадцати без указания в титрах, а также в одном фильме сцены с её участием были вырезаны при окончательном монтаже).

### Широкий экран
- 1943 — Край тьмы / Edge of Darkness — Хульда (в титрах не указана)
- 1943 — Миссия в Москву / Mission to Moscow — Мария (в титрах не указана)
- 1943 — Война в Северной Атлантике[англ.] / Action in the North Atlantic — Пеблс (сцены удалены)
- 1943 — Женщины на войне[англ.] / Women at War — Мэри Сойер (к/м)
- 1944 — Рейнджеры Призрачного Города[англ.] / Raiders of Ghost City — графиня Эльза фон Мерк, она же Трайна Дрессард (киносериал — в 13 эпизодах)
- 1944 — Проклятие мумии / The Mummy’s Curse — принцесса Ананка
- 1945 — Контратака[англ.] / Counter-Attack — Таня (в титрах не указана)
- 1945 — Призрак равнин[англ.] / Phantom of the Plains — Селеста
- 1946 — Алый всадник[англ.] / The Scarlet Horseman — Карла Маркет, Матоска (киносериал — в 13 эпизодах)
- 1946 — Дом ужасов[англ.] / House of Horrors — Леди улиц
- 1946 — Убийцы / The Killers — Лили Хармон Любински
- 1946 — Загадочный мистер Валентайн[англ.] / The Mysterious Mr. Valentine — Лола Карсон
- 1946 — Убийство — это моё дело / Murder Is My Business — Дора Дарнелл
- 1947 — Гангстер / The Gangster — миссис Мэри Карти
- 1949 — Концы в воду / Cover Up — Маргарет Бейкер
- 1950 — Мужчины / The Men — жена пациента на лекции (в титрах не указана)
- 1950 — Сирано де Бержерак[англ.] / Cyrano de Bergerac — сестра Марта
- 1952 — Ровно в полдень / High Noon — миссис Симпсон (в титрах не указана)
- 1953 — Женщина, которую они почти линчевали[англ.] / Woman They Almost Lynched — Дженни
- 1954 — Бредень[англ.] / Dragnet — миссис Колдуэлл
- 1955 — Паутина[англ.] / The Cobweb — Салли
- 1955 — Не как чужой / Not as a Stranger — Бруни
- 1955 — Доброе утро, мисс Дав[англ.] / Good Morning, Miss Dove — миссис Ригсби (в титрах не указана)
- 1956 — Убийца на свободе / The Killer Is Loose — Мэри Гиллеспай
- 1956 — Вторжение похитителей тел / Invasion of the Body Snatchers — Вильма Ленц
- 1956 — Ночной кошмар / Nightmare — миссис Сью Брессар
- 1956 — Трое храбрых мужчин[англ.] / Three Brave Men — Хелен Голдсмит
- 1957 — Дух Сент-Луиса / The Spirit of St. Louis — секретарь (в титрах не указана)
- 1957 — Джонни Тремейн[англ.] / Johnny Tremain — миссис Лафам
- 1960 — Пылающая звезда / Flaming Star — миссис Филлипс (в титрах не указана)
- 1961 — Нюрнбергский процесс / Judgment at Nuremberg — миссис Хальбештадт
- 1963 — Скотопромышленник[англ.]* / Cattle King — Рат Уинтерс
- 1963 — Четверо из Техаса / 4 for Texas — Брунгильда
- 1963 — Нобелевская премия / The Prize — миссис Берг
- 1964 — Убийцы / The Killers — мисс Уотсон
- 1965 — Жизнь на всю катушку[англ.] / A Rage to Live — Эмма
- 1966 — Билли Кид против Дракулы[англ.] / Billy the Kid Versus Dracula — Ева Остер
- 1967 — Угадай, кто придёт к обеду? / Guess Who’s Coming to Dinner — Хилари Сент-Джордж
- 1969 — Хайль, герой![англ.] / Hail, Hero! — Элеанор Марчистон

### Телевидение
- 1952—1953 — Шоу Эбботта и Костелло[англ.] / The Abbott and Costello Show — разные роли (в 2 эпизодах)
- 1952—1954 — Бредень[англ.] / Dragnet — разные роли (в 4 эпизодах)
- 1953—1954 — Театр «Четыре звезды»[англ.] / Four Star Playhouse — разные роли (в 2 эпизодах)
- 1955 — Альфред Хичкок представляет / Alfred Hitchcock Presents — разные роли (в 2 эпизодах)
- 1955—1956 — Кавалькада Америки[англ.] / Cavalcade of America — миссис Саргент (в 2 эпизодах)
- 1956, 1958 — Отец знает лучше[англ.] / Father Knows Best — Грейс Миллер (в 2 эпизодах)
- 1956, 1959 — Театр General Electric[англ.] / General Electric Theater — разные роли (в 2 эпизодах)
- 1957, 1965 — Дымок из ствола / Gunsmoke — разные роли (в 2 эпизодах)
- 1958—1960 — Письмо Лоретте[англ.] / Letter to Loretta — разные роли (в 3 эпизодах)
- 1959 — Разыскивается живым или мёртвым[англ.] / Wanted Dead or Alive — разные роли (в 2 эпизодах)
- 1959, 1961 — Стрелок[англ.] / The Rifleman — разные роли (в 2 эпизодах)
- 1960—1961 — Сыромятная плеть / Rawhide — разные роли (в 2 эпизодах)
- 1960, 1963 — Неприкасаемые[англ.] / The Untouchables — разные роли (в 2 эпизодах)
- 1960, 1963 — Сансет-стрип, 77[англ.] / 77 Sunset Strip — разные роли (в 2 эпизодах)
- 1961—1962 — Истории Уэллса Фарго[англ.] / Tales of Wells Fargo — Ови Свенсон (в 14 эпизодах)
- 1961—1963 — Перри Мейсон / Perry Mason — разные роли (в 3 эпизодах)
- 1961—1963, 1965 — Караван повозок[англ.] / Wagon Train — разные роли (в 5 эпизодах)
- 1963—1964 — Бен Кейси / Ben Casey — разные роли (в 2 эпизодах)
- 1963—1964 — Бонанза / Bonanza — разные роли (в 2 эпизодах)
- 1963—1965, 1967 — Вирджинец[англ.] / The Virginian — разные роли (в 4 эпизодах)
- 1964—1965 — Беглец / The Fugitive — разные роли (в 2 эпизодах)
- 1966—1968 — ФБР / The F.B.I. — разные роли (в 3 эпизодах)
- 1968, 1970 — Даниэль Бун[англ.] / Daniel Boone — разные роли (в 2 эпизодах)

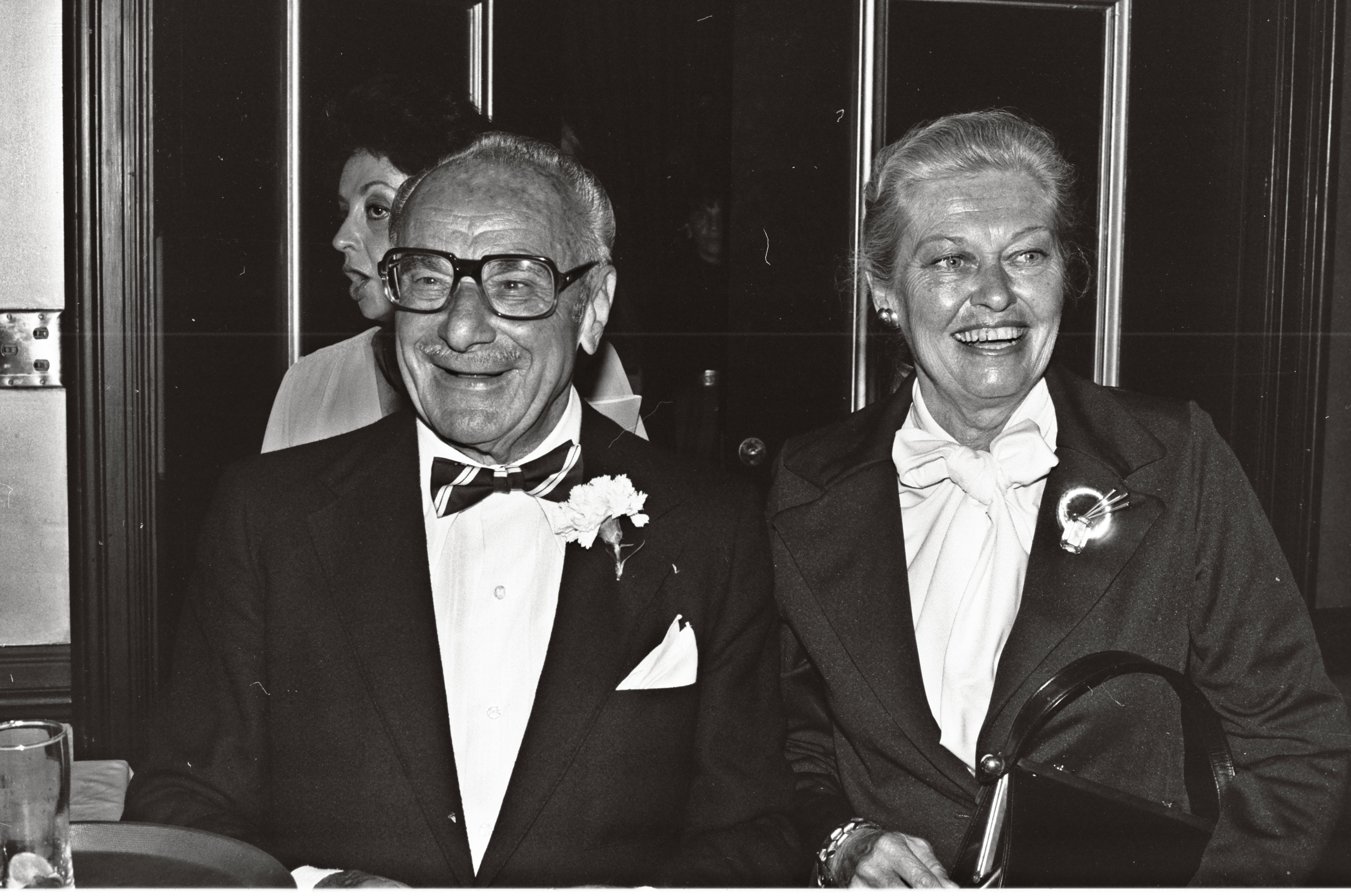
С мужем Фрицем, 1979 год.
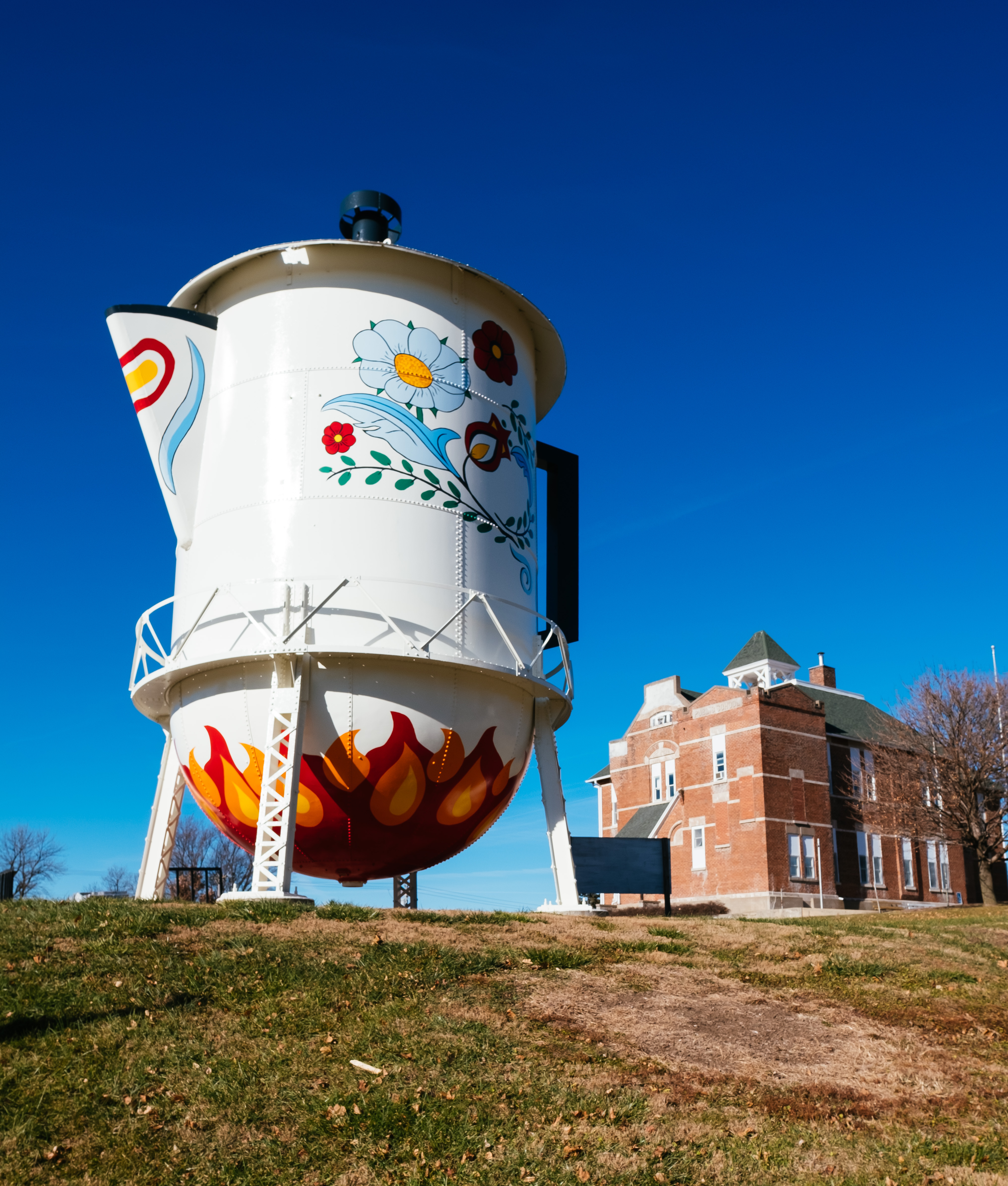
Водонапорная башня Стантона[англ.] — самый большой кофейник в мире.